# Oceania Rugby Women's Championship 2019
El Oceania Rugby Women's Championship del 2019 fue la tercera edición del torneo femenino de rugby.
El torneo otorgó una plaza directa para la Copa Mundial Femenina de Rugby de 2021, además entregará un cupo al repechaje intercontinental.

## Equipos participantes
- Selección femenina de rugby de Australia A
- Selección femenina de rugby de Fiyi
- Selección femenina de rugby de Nueva Zelanda A
- Selección femenina de rugby de Papúa Nueva Guinea
- Selección femenina de rugby de Samoa
- Selección femenina de rugby de Tonga

## Grupo A
| Pos. | Equipo             | Encuentros | Encuentros | Encuentros | Encuentros | Tantos  | Tantos    | Tantos     | Puntos Bonus | Puntos Totales |
| Pos. | Equipo             | jugados    | ganados    | empatados  | perdidos   | a favor | en contra | diferencia | Puntos Bonus | Puntos Totales |
| ---- | ------------------ | ---------- | ---------- | ---------- | ---------- | ------- | --------- | ---------- | ------------ | -------------- |
| 1    | Australia A        | 2          | 1          | 0          | 1          | 27      | 55        | -28        | 0            | 7              |
| 2    | Fiyi               | 2          | 1          | 0          | 1          | 26      | 70        | -34        | 1            | 7              |
| 3    | Papúa Nueva Guinea | 2          | 0          | 0          | 2          | 12      | 196       | -184       | 0            | 2              |

Nota: Se otorgan 4 puntos al equipo que gane un partido y 2 al que empate
Puntos Bonus: 1 punto por convertir 4 tries o más en un partido y 1 al equipo que pierda por no más de 7 tantos de diferencia

## Grupo B
| Pos. | Equipo          | Encuentros | Encuentros | Encuentros | Encuentros | Tantos  | Tantos    | Tantos     | Puntos Bonus | Puntos Totales |
| Pos. | Equipo          | jugados    | ganados    | empatados  | perdidos   | a favor | en contra | diferencia | Puntos Bonus | Puntos Totales |
| ---- | --------------- | ---------- | ---------- | ---------- | ---------- | ------- | --------- | ---------- | ------------ | -------------- |
| 1    | Nueva Zelanda A | 3          | 3          | 0          | 0          | 234     | 0         | +234       | 3            | 15             |
| 2    | Samoa           | 3          | 1          | 0          | 2          | 77      | 65        | +12        | 1            | 5              |
| 3    | Tonga           | 0          | 0          | 0          | 0          | 0       | 0         | 0          | 0            | 0              |

- La selección de Tonga se retiró del campeonato por un brote de Sarampión

## Resultados

### Jornada 1
| 18 de noviembre | Fiyi | 0 - 53 | Nueva Zelanda A | Churchill Park, Lautoka |  |

| 18 de noviembre | Samoa | 65 - 12 | Papúa Nueva Guinea | Churchill Park, Lautoka |  |

| 18 de noviembre | Australia A | Cancelado | Tonga | Churchill Park, Lautoka |  |

### Jornada 2
| 22 de noviembre | Tonga | Cancelado | Papúa Nueva Guinea | Churchill Park, Lautoka |  |

| 22 de noviembre | Australia A | 0 - 50 | Nueva Zelanda A | Churchill Park, Lautoka |  |

| 22 de noviembre | Fiyi | 26 - 7 | Samoa | Churchill Park, Lautoka |  |

### Jornada 3
| 26 de noviembre | Nueva Zelanda A | 131 - 0 | Papúa Nueva Guinea | Churchill Park, Lautoka |  |

| 26 de noviembre | Australia A | 27 - 5 | Samoa | Churchill Park, Lautoka |  |

| 26 de noviembre | Fiyi | Cancelado | Tonga | Churchill Park, Lautoka |  |

| Bandera de Nueva Zelanda |
| Campeón Nueva Zelanda A  |
| Primer título            |

## Fase clasificatoria a la Copa Mundial
- No se consideran las selecciones de Australia y Nueva Zelanda, ya que están clasificadas a la Copa Mundial.

### Final clasificatoria
| 30 de noviembre | Fiyi | 41 - 13 | Samoa | Churchill Park, Lautoka |  |

### Tercer puesto clasificatoria
| 30 de noviembre | Fiyi A | 40 - 22 | Papúa Nueva Guinea | Churchill Park, Lautoka |  |

## Repechaje Oceania 2

### Fase 1
| 1 de marzo de 2020 | Papúa Nueva Guinea | 24 - 36 | Tonga | Bava Park, Port Moresby |  |

### Fase 2
| 18 de abril de 2020 | Samoa | 40 - 0 | Tonga | Apia Park, Apia |  |

- Samoa clasifica al repechaje mundial clasificatorio.